# Erkan Eyibil

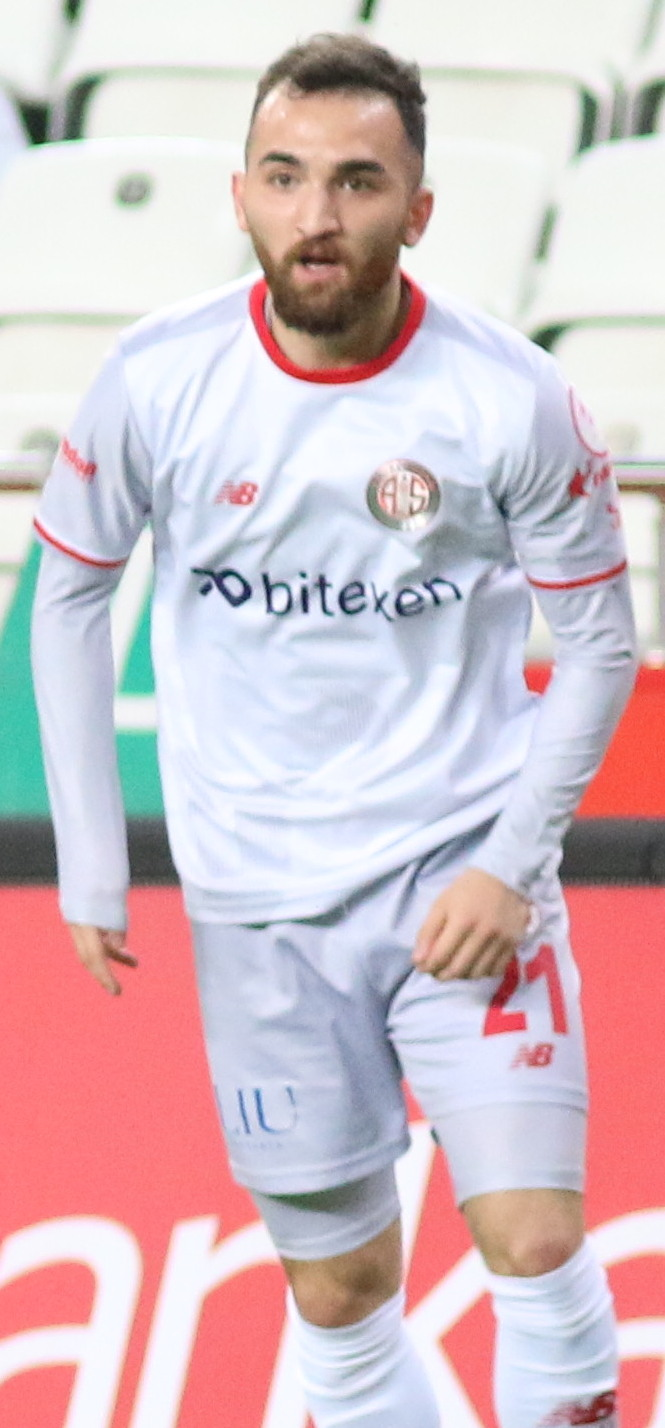

Erkan Eyibil (* 15. Juni 2001 in Kassel) ist ein deutscher Fußballspieler. Der offensive Mittelfeldspieler steht bei Antalyaspor unter Vertrag. Er ist mehrmaliger DFB-Juniorennationalspieler und kommt seit Oktober 2020 in der türkischen U-21-Nationalmannschaft zum Einsatz.

## Karriere

### Verein
Eyibil spielte bis 2015 für den KSV Baunatal und schloss sich dann dem Nachwuchsleistungszentrum von Mainz 05 an. Mit der Mainzer U-17 spielte er bis 2018 in der B-Jugend-Bundesliga und kam ab 2018 in der A-Junioren-Bundesliga zum Einsatz. In der Saison 2018/19 wurde er mit der Mainzer A-Jugend Vizemeister und zweitbester Torschütze der Staffel Süd/Südwest mit 16 Treffern.
Die Vorbereitung zur Bundesliga-Saison 2019/20 absolvierte der 18-jährige Eyibil mit der Profimannschaft von Mainz 05 und nahm auch am Sommertrainingslager teil. Ende Januar 2020 unterschrieb er einen bis 2022 laufenden Profivertrag bei den Mainzern. Für die Saison 2020/21 wurde er an niederländischen Zweitligisten Go Ahead Eagles Deventer verliehen, bei dem er bereits zu Saisonbeginn zu Startelfeinsätzen in der Liga kam. Am Saisonende hatte er 25 Spiele absolviert; die Mannschaft stieg als Tabellenzweiter in die Eredivisie auf.
Nach Ende der Leihzeit wurde er schließlich im Juni 2021 an den türkischen Erstligisten Antalyaspor verkauft. Sein Vertrag läuft bis 2026. Ende Januar 2022 wurde er bis zum Ende der Spielzeit 2021/22 an die zweite Mannschaft des VfB Stuttgart ausgeliehen. Anschließend kehrte er wieder zu Antalyaspor zurück.

### Nationalmannschaften
Eyibil spielte ab 2016 (U-15) für Nachwuchsnationalmannschaften des DFB. Zuletzt kam er im November 2019 für die deutsche U-19 zum Einsatz.
Seit Oktober 2020 spielt er für die türkische U-21-Nationalmannschaft.